# Kärlek på hal is
Kärlek på hal is är en amerikansk film från 1992.

## Handling
Doug är ett egotrippat ishockeyproffs och Kate är en lika egotrippad konståkare. Under OS blir Doug skadad medan Kate misslyckas med sitt program. Kate blir av med sin partner och söker en ersättare men eftersom hon är en bitch har hon svårt att hitta någon. Hennes tränare Anton söker utanför konståkningsvärlden och hittar Doug. Men kommer deras egon att tillåta dem samarbeta?

## Om filmen
Filmen är inspelad i Hamilton, Markham och Newmarket i Ontario, Kanada samt i Pasadena, Kalifornien.
Den hade premiär i USA den 27 mars 1992 och i Sverige den 30 oktober samma år.

## Rollista (urval)
- D.B. Sweeney - Doug Dorsey
- Moira Kelly - Kate Moseley
- Roy Dotrice - Anton Pamchenko
- Terry O'Quinn - Jack Moseley

## Musik i filmen
- Cry all Night med NeverLand
- Street of Dreams med Nia Peeples
- Ride on Time med BlackBox
- Diddley Daddy med Chris Isaak
- Groove Master med Arrow
- Lauretta med Malcolm McLaren
- Love Shack med Rosemary Butler
- I've got Dreams to Remember med Delbert McClinton
- Auld Lang Syne med Rosemary Butler och Warren Wiebe
- Walking the Dog med John Townsend
- It aint over till its over med Rosemary Butler och John Townsend
- Shame Shame Shame med Johnny Winter
- Turning Circles med Sally Dworsky
- The Race med Yello
- Baby Now I med The Dan Reed Network
- Feels like Forever 'Theme from The Cutting Edge med Joe Cocker